# Лена Рејн
Лена Рејн (рођена 29. фебруара 1984), позната и као Лена Шапел, је америчка композиторка и продуценткиња. Најпознатија је по свом раду на звучној сцени Целесте и Гилд Ворс 2 . Радила је на АренаНету шест година, компонујући за Гуилд Варс 2 звучне записе. На АренаНету су она и Маклејн Димер били домаћи композитори музике за ширење игара 2015, Гилд Ворс 2: Харт оф Торнс . Напустила је АренаНет 2016. године.  2019. године издала је свој дебитантски албум, Онекновинг . Године 2020. компоновала је 4 нова дела музике за 1.16 верзију „Вилајетско Ажурирање“ игрице Мајнкрафт .